# Gotlandskanin

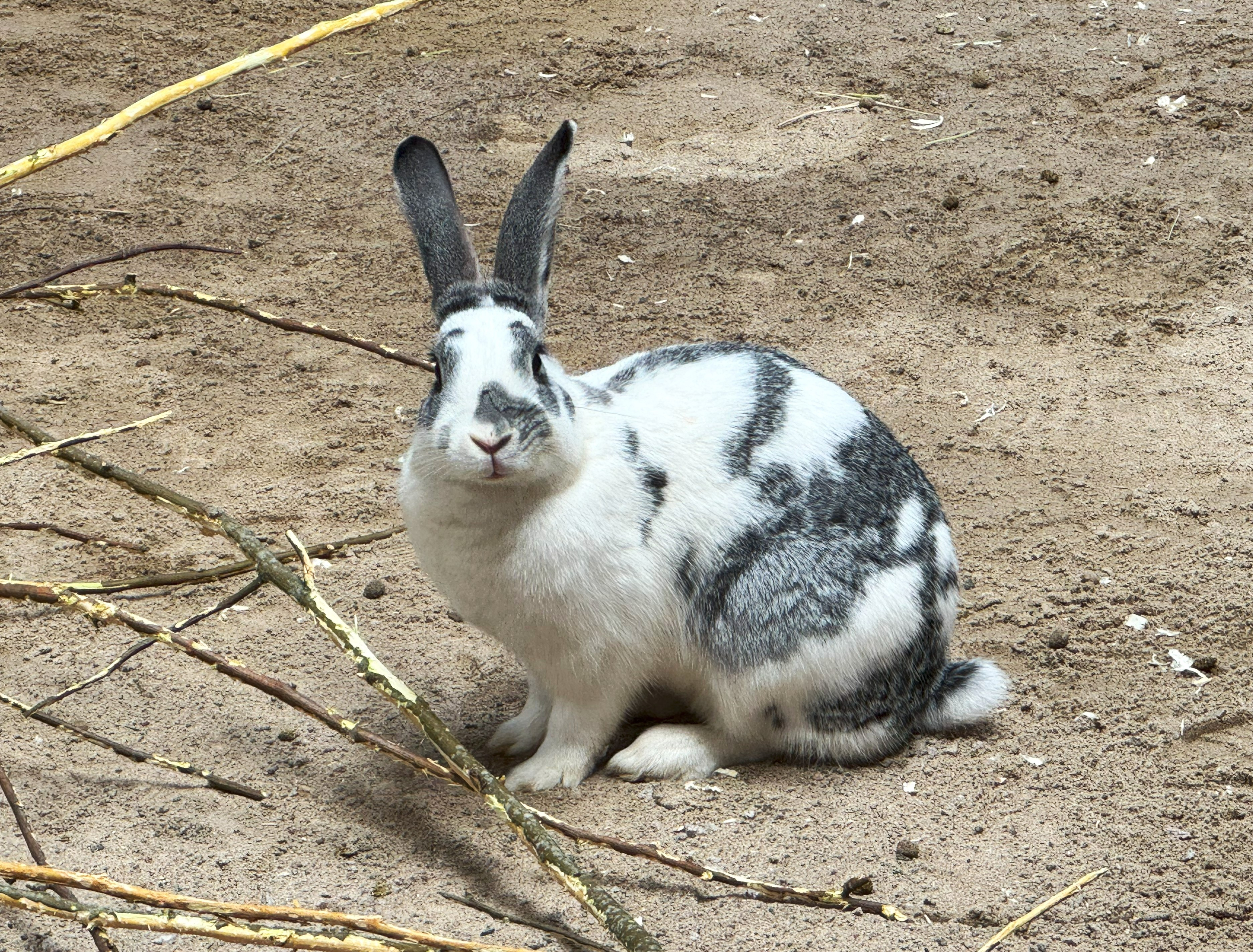
Gotlands kanin i Nordens Ark i Hunnebostrand i Västra Götalands län.

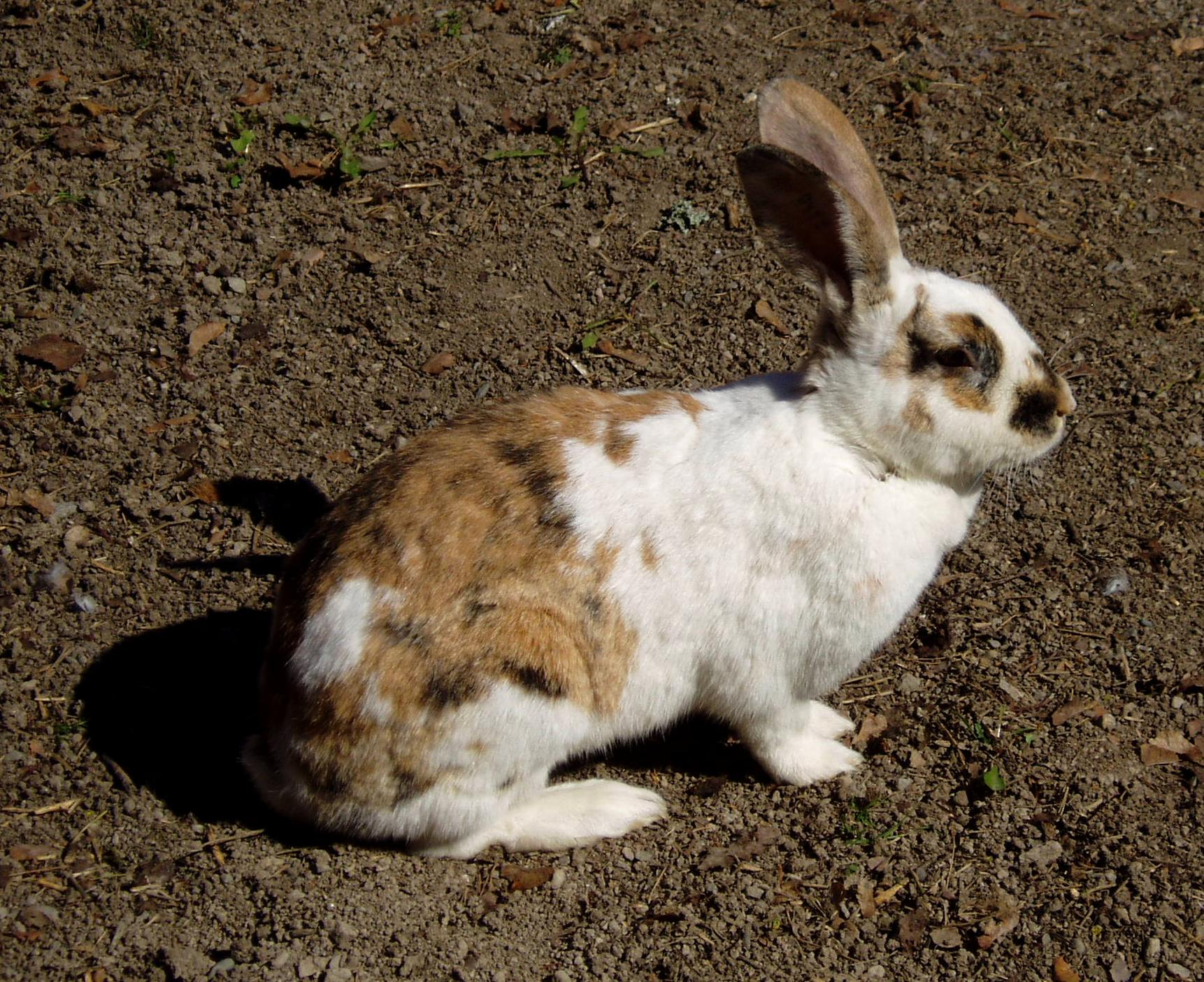
Gotlandskanin, Vallby friluftsmuseum, Västerås.

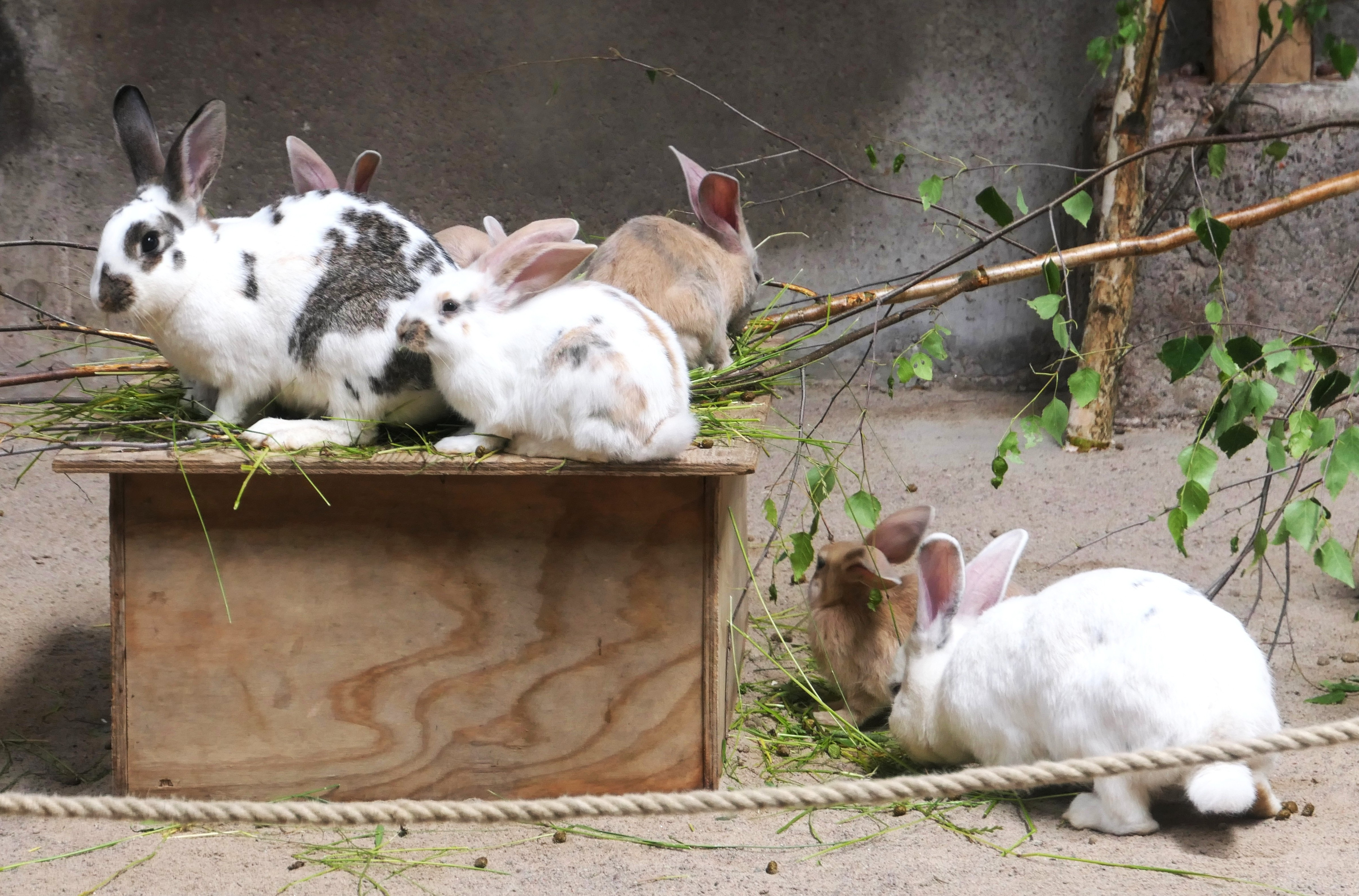
Alla färger är tillåtna inom rasen.

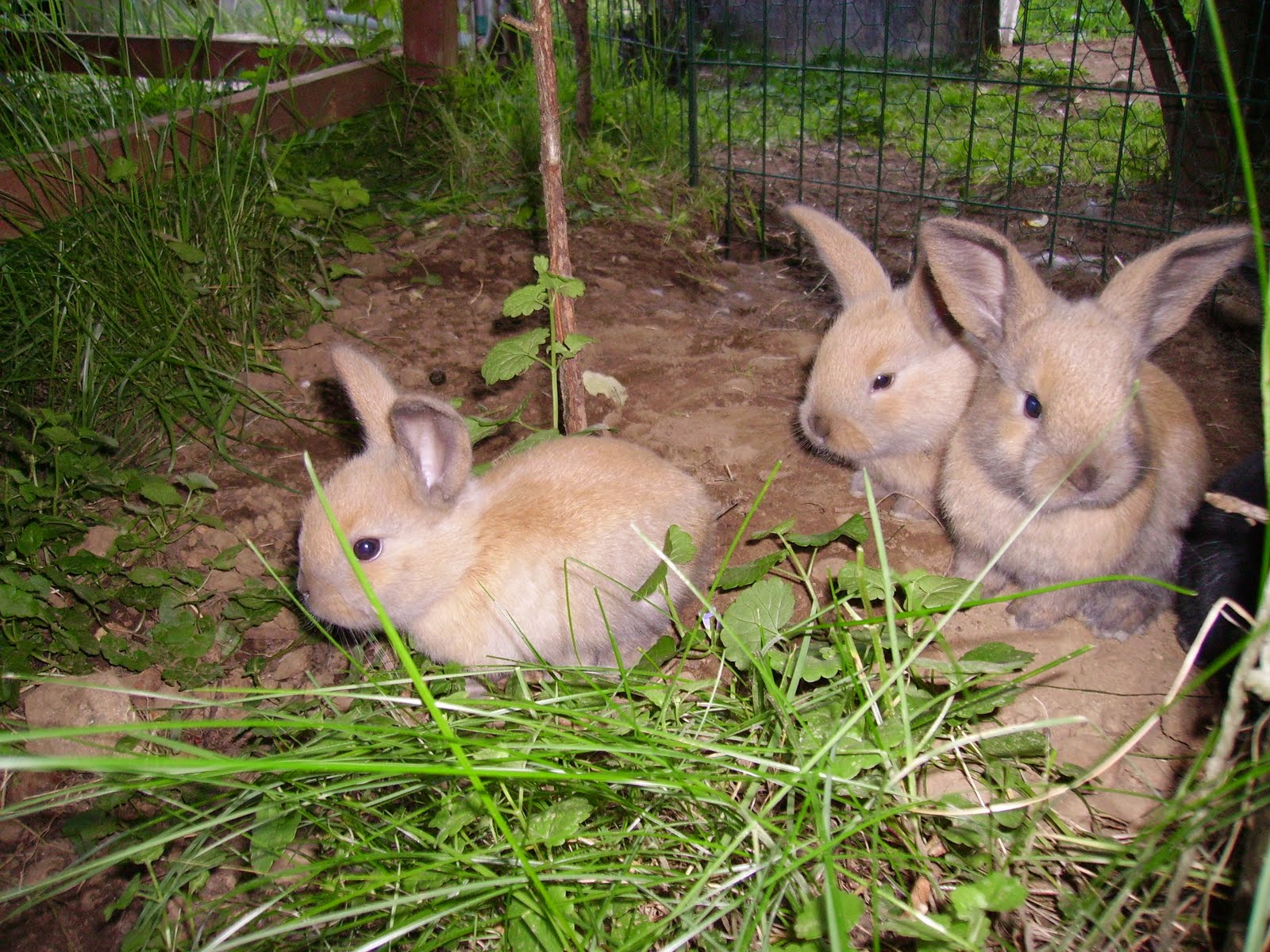
Fyra veckor gamla ungar av gotlandskanin.

Gotlandskanin är en av två svenska kaninraser som utvecklats ur den svenska lantraskaninen – den andra är mellerudskanin. Båda raserna har avlats vidare, och den ursprungliga svenska lantrasen är utdöd. Gotlandskaninen i Sverige är godkänd som lantras av Statens jordbruksverk och 2011 blev även Mellerudskaninen officiellt en godkänd svensk husdjursras. Gotlandskaninen ska inte förväxlas med den gotländska populationen av europeisk vildkanin.
I början av 1900-talet fanns nästan inga individer av den ursprungliga svenska lantraskaninen kvar, då utvecklingen var inriktad på utländska kaninraser. Under 1970-talet uppmärksammades flera individer som hade överlevt på Gotland och med denna stomme påbörjades fortsatt avel. Gotlandskaninen är en rest av den gamla koharen, som hittades på en gård på Gotland. Lantraskaninerna hölls fria i ladugårdarna där de levde på spill från korna i form av hö och spannmål. Gotlandskaninerna utmärks av sina vackra färger, där alla kaninfärger med alla upptänkliga färgteckningar finns representerade. Bevarandet av rasen kontrolleras genom en genbank av Föreningen Gotlandskaninen.

## Utseende
Vuxna individer av rasen når en vikt mellan 3 och 4 kg. Alla färger är tillåtna och Föreningen Gotlandskaninen har hittills kartlagt ett sextiotal varianter. Öronen är upp till 13 cm långa och mera spetsiga. Även hängöron godkänns inom rasstandarden, även om sådana är sällsynta. Den korta pälsen har en tät underull. Hanar kan vara aggressiva som okastrerade.

## Fortplantning
Honan föder 4 till 12 ungar (i genomsnitt 7) efter 28 till 33 dagars dräktighet. Livslängden uppgår till 16 år.